# پینسان (آلاباما)
پینسان (به انگلیسی: Pinson) شهرکی در شهرستان جفرسون ایالت آلاباما است که مساحت آن ۲۷۳٫۰۸ کیلومترمربع است و در سرشماری سال ۲۰۱۰ میلادی، ۷٬۱۶۳ نفر جمعیت داشته و تراکم جمعیتی آن، ۲۶٫۲۳ در کیلومترمربع بوده است.